# Sliva Cigerxwin
Sliva Cîgerxwin, född i Kikiye i Damaskus i Syrien, är rådgivare åt KRG (Den Kurdiska regionala regeringen) i södra Kurdistan, Irak. Hon har två systrar och en bror.
Hon har bott 25 år av sitt liv i Sverige och var aktivist inom kurdernas politiska kamp i Sverige och arbetade för kvinnors rättigheter, demokrati, integration och jämställdhetsfrågor och belyser invandrarkvinnors situation i Sverige. Hon är barnbarn till den kurdiska poeten och författaren, Cigerxwîn, som även han bodde i Sverige. Den 15 augusti 2007 var hon sommarpratare i Sveriges Radio P1 där hon pratade om sitt liv och om sin farfar.
Hon bor i dagsläget i Hewler (Erbil) i Irak, som ses som södra Kurdistans huvudstad.